# The Lost City (film 1982)
The Lost City è un film del 1982 diretto da Robert Dukes.
Remake di La donna eterna (She) del 1935 diretto da Lansing C. Holden e Irving Pichel.

## Trama
Alla ricerca di un tesoro, un avventuriero si imbatte in una città sconosciuta governata da una bellissima regina.